# Бабич, Лидия Осиповна
Ли́дия О́сиповна Ба́бич (сценический псевдоним Лидия Хынку, рум. Lidia Babici; 24 сентября 1897, Бахмут, Екатеринославская губерния — 7 августа 1970, Кишинёв, Молдавская ССР) — румынская и молдавская оперная певица (колоратурное лирическое сопрано), примадонна Бухарестской оперы 1930-х годов, музыкальный педагог, доцент Кишинёвской консерватории (1944).

## Биография
Лидия Бабич родилась в Бахмуте (ныне Украина) в еврейской семье, переселившейся в город из Бендер Бессарабской губернии. Её отец, Иосиф (Осип) Соломонович Бабич, был коммерсантом и провизором (с 1901 года был управляющим аптекой М. М. Паутынского в Кишинёве, в 1904—1916 годах владельцем собственной аптеки там же); мать, Елена Абрамовна Хиракер (в замужестве — Бабич), занималась благотворительной и общественной деятельностью. Вскоре после рождения дочери семья вернулась в Бессарабию и поселилась в Кишинёве, где мать будущей оперной дивы 18 апреля 1920 года открыла сиротский девичий приют, впоследствии названный её именем.
В 1910—1915 годах Лидия Бабич училась в музыкальной школе и училище кишинёвского отделения Русского музыкального общества по классу фортепиано, в 1918 году окончила Музыкально-драматический институт имени Людвига ван Бетховена в Одессе по классу фортепиано и вокала. Уже в годы учёбы в училище у Лидии Бабич обнаружился певческий голос и её первым учителем вокала стал баритон Яков Горский. В 1918—1922 годах выступала в организованной в Кишинёве «Бессарабской опере» и одновременно продолжила обучение у Лидии Липковской (1884—1958) в частной кишинёвской консерватории (впоследствии «Униря»), затем в Миланской консерватории у Витторио Ванцо (1922—1925).
27 декабря 1925 года Лидия Бабич дебютировала в Бухарестском лирическом театре (Бухарестский королевский оперный театр) в роли Виолетты в опере Дж. Верди «Травиата». Одновременно с выступлениями на оперной сцене до 1934 года была хористкой в капелле Общества румынской песни (Societatea Cântarea României). На протяжении 1930-х годов была ведущей солисткой (прима-сопрано) Бухарестской оперы, исполнила роли Виолетты и Джильи в операх Дж. Верди «Травиата» и «Риголетто», Маргариты в «Фаусте» Ш. Гуно, Манон Леско в «Манон» Ж. Массне, Констанцы в «Похищении из сераля» Моцарта, Лакме в одноимённой опере Л. Делиба, и других. Выступала с рециталами в различных городах Европы с такими видными румынскими дирижёрами как Альфред Александреску, Эджицио Массини, Ионель Перля, Нона Оттеску и Исаак Байн. Была замужем за основателем и директором Румынской королевской оперы дирижёром Эджицио Массини. После смерти матери, возглавлявшей сиротский девичий приют, в 1934 году была избрана членом его ревизионной комиссии.
В 1931 году Л. О. Бабич была удостоена ордена и диплома «Meritul cultural» за выдающиеся заслуги в оперном искусстве страны, а в конце 1939 года, с подъёмом профашистских настроений в Румынии, была уволена из театра вместе с другими музыкантами еврейского происхождения — концертмейстером оркестра И. Л. Дайлисом и дирижёром И. Б. Байном.
После присоединения Бессарабии к СССР Л. О. Бабич возвратилась в Кишинёв, где в ту пору не было оперного театра. До начала Великой Отечественной войны была солисткой симфонического оркестра городской филармонии под управлением Б. С. Милютина, в годы войны выступала на фронтах и в тылу в составе ансамбля молдавской песни и пляски «Дойна» под руководством композитора Д. Г. Гершфельда. Её постоянным аккомпаниатором в эти годы была Гита Страхилевич.
После освобождения Кишинёва в 1944 году Д. Г. Гершфельд предложил Лидии Бабич место профессора по классу вокала в восстановленной им Кишинёвской консерватории. На протяжении последующих двух десятилетий Лидия Бабич была ведущим вокальным педагогом республики, у которой занимались среди прочих народные артистки Молдавии Валентина Савицкая, Тамара Чебан, Полина Ботезат, заслуженная артистка республики Я. И. Левицкая, заслуженные артистки России Ж. Полупанова и Р. Бабенко. С 1958 года была консультантом по вокалу хоровой капеллы «Дойна» под управлением Народного артиста СССР В. Н. Минина.